# Касини, Франческо Мария
Франческо Мария Касини (итал. Francesco Maria Casini; 11 ноября 1648, Ареццо, Великое герцогство Тосканское — 14 февраля 1719, Рим, Папская область) — итальянский куриальный кардинал, капуцин. Проповедник Папского Дома с 1 января 1707 по 14 февраля 1719.Кардинал-священник с 18 мая 1712, с титулом церкви Санта-Приска с 11 июля 1712 по 14 февраля 1719. 